# Clavus clara
Clavus clara é uma espécie de gastrópode do gênero Clavus, pertencente a família Drilliidae.